# Brzezina (Bisztynek)
Brzezina (deutsch Birkenau) war ein Ort in der polnischen Woiwodschaft Ermland-Masuren im Gebiet der heutigen Gmina Bisztynek (Stadt- und Landgemeinde Bischofstein) im Powiat Bartoszycki (Kreis Bartenstein).

## Geographische Lage
Die Ortsstelle von Brzezina liegt südöstlich des Dorfes Kokoszewo (Gerthen) in der nördlichen Mitte der Woiwodschaft Ermland-Masuren, 18 Kilometer westlich der früheren Kreisstadt Rößel (polnisch Reszel) bzw. 21 Kilometer südlich der heutigen Kreismetropole Bartoszyce (deutsch Bartenstein).

## Geschichte
Der noch bis zum 22. März 1874 „Abbau Kretschmann“ genannte kleine Ort bestand in seinem Kern aus einem großen Hof und war bis 1945 ein Wohnplatz innerhalb der Gemeinde Klackendorf (polnisch Troszkowo). 1885 zählte Birkenau 21 Einwohner, 1905 waren es 16.
Im Zusammenhang der Abtretung des südlichen Ostpreußen an Polen im Jahre 1945 erhielt Birkenau die polnische Namensform „Brzezina“. Über lange Jahre war der Ort ein Volkseigenes Gut („PGR“) von Krzewina (Strauchmühl), gehört heute jedoch zu Kokoszewo (Gerthen) innerhalb der Stadt- und Landgemeinde Bisztynek (Bischofstein) im Powiat Bartoszycki (Kreis Bartenstein). Der kleine Ort wird heute nicht mehr gesondert erwähnt und aufgeführt und dürfte in Kokoszewo aufgegangen sein.

## Kirche
Bis 1945 war Birkenau als Wohnplatz von Klackendorf in die evangelische Kirche Bischofstein bzw. in die dortige römisch-katholische Pfarrei eingegliedert. Der Bezug zu Bisztynek besteht für Brzezina katholischerseits auch heute noch, evangelischerseits dagegen gehört Brzezina jetzt zur Kirche in Bartoszyce innerhalb der Pfarrei Kętrzyn (Rastenburg).

## Verkehr
Brzezina ist von der polnischen Landesstraße 57 (ehemalige deutsche Reichsstraße 128) aus im Abzweig Troszkowo auf direktem Wege zu erreichen. Eine Bahnanbindung besteht nicht.